# Margaret Avery
Margaret Avery (Mangum, 20 gennaio 1944) è un'attrice e cantante statunitense.

## Biografia
Nata in Oklahoma, ma cresciuta in California, si è laureata a San Francisco e ha lavorato per qualche anno come insegnante. Successivamente ha preso parte ad alcune serie televisive come Harry O (1974-1976), Knightwatch (1989) e Being Mary Jane (dal 2013). Al cinema ha debuttato nel 1972 con il film I diamanti sono pericolosi. È ricordata particolarmente per la sua interpretazione nel film Il colore viola, grazie alla quale ha ricevuto la nomination ai Premi Oscar 1986 come miglior attrice non protagonista. Tra gli altri film a cui ha preso parte vi sono Una 44 Magnum per l'ispettore Callaghan (1973), Tommy Gibbs criminale per giustizia  (1973), Ragazzi proibiti (1988), Inganno fatale (1995), A casa con i miei (2008) e Meet the Browns (2008).

## Filmografia parziale

### Cinema
- I diamanti sono pericolosi (Cool Breeze), regia di Barry Pollack (1972)
- Una 44 Magnum per l'ispettore Callaghan (Magnum Force), regia di Ted Post (1973)
- Tommy Gibbs criminale per giustizia (Hell Up in Harlem), regia di Larry Cohen (1973)
- Which Way Is Up?, regia di Michael Schultz (1977)
- Basket Music (The Fish That Saved Pittsburgh), regia di Gilbert Moses (1979)
- Il colore viola (The Color Purple), regia di Steven Spielberg (1985)
- Ragazzi proibiti (Blueberry Hill), regia di Strathford Hamilton (1988)
- Il ritorno di Superfly (The Return of Superfly), regia di Sig Shore (1990)
- Cyborg 3: The Recycler, regia di Michael Schroeder (1995)
- Inganno fatale (The Set-Up), regia di Strathford Hamilton (1995)
- Il rovescio della medaglia (White Man's Burden), regia di Desmond Nakano (1995)
- A casa con i miei (Welcome Home Roscoe Jenkins), regia di Malcolm D. Lee (2008)
- Meet the Browns, regia di Tyler Perry (2008)
- Proud Mary, regia di Babak Najafi (2018)

### Televisione
- Il signore delle tenebre (Something Evil), regia di Robert Clouse (1972) - film TV
- Kojak - serie TV, episodio 2x08 (1974)
- Harry O - serie TV, 5 episodi (1974-1976)
- La signora in giallo (Murder, She Wrote) - serie TV, episodio 2x09 (1985)
- Miami Vice - serie TV, episodio 3x17 (1988)
- Knightwatch - serie TV, 2 episodi (1989)
- Walker Texas Ranger – serie TV, episodio 5x22 (1997)
- Being Mary Jane - serie TV, 51 episodi (2013-2019)

## Doppiatrici italiane
Nelle versioni in italiano delle opere in cui ha recitato, Margaret Avery è stata doppiata da:
- Micaela Esdra in Una 44 Magnum per l'ispettore Callaghan
- Noemi Gifuni in Il colore viola
- Rita Savagnone in A casa con i miei
- Aurora Cancian in Proud Mary
- Isabella Pasanisi in A Man on the Inside

## Riconoscimenti
Premi Oscar 1986 - Candidatura all'Oscar alla miglior attrice non protagonista per Il colore viola